# كاوه مله (سقز)
قرية كاوه مله (بالكردية: کاوەمەلە) هي إحدى القرى التابعة لـتشل تشمه الغربي في ريف قسم سرشيو من مقاطعة سقز، في محافظة كردستان الإيرانية.

## السكان
حسب إحصاءات سنة 2006، بلغ إجمالي السكان في كاوه مله 170 نسمة وعدد المساكن 30 مسكن. لغة سكان كاوه مله هي اللغة الكردية و هم من أهل السنة والجماعة والمذهب الشافعي.